# Amaël L'Étang

Amaël L’Étang, né le 29 juin 2005 à Bastia , est un joueur de basket-ball français évoluant au poste de pivot. Après avoir été formé à Cholet Basket, il rejoint en 2024 l’université de Dayton pour évoluer en NCAA avec les Flyers de Dayton.

## Biographie

### Débuts en France
Amaël L’Étang débute le basket-ball dès son plus jeune âge et évolue dans plusieurs clubs français avant d’intégrer en 2020 l’Académie Gautier de Cholet Basket, une structure reconnue pour la formation de jeunes talents. Rapidement, il se distingue par sa taille imposante et ses qualités athlétiques, ce qui lui permet de devenir un élément clé des équipes de jeunes du club.
Lors de la saison 2022-2023, il joue un rôle majeur dans la victoire de Cholet au  Championnat de France Espoirs, réalisant des performances remarquables tout au long de l’année. Il contribue également au succès de son équipe lors du Trophée du Futur, confirmant ainsi son statut de jeune talent prometteur. Son impact est particulièrement notable en finale du championnat, où il inscrit 29 points, capte 21 rebonds et délivre 7 passes décisives, tout en ajoutant 4 interceptions et 4 contres.
En 2023-2024, pour sa dernière saison avec l’équipe U-21 de Cholet, il enregistre des moyennes de 13,8 points et 10 rebonds par match, tout en développant son jeu offensif et défensif. Sa progression attire l’attention de plusieurs universités américaines, et il décide finalement de rejoindre les Flyers de Dayton pour la saison 2024-2025.

### Carrière universitaire
En 2024, L’Étang traverse l’Atlantique pour intégrer le programme universitaire de Flyers de Dayton en NCAA, une équipe évoluant dans la Atlantic 10 Conference. Dès sa saison freshman (2024-2025), il se distingue par son impact immédiat sur le jeu, notamment grâce à son envergure et sa mobilité pour un joueur de sa taille.
L’Étang est rapidement sollicité pour un rôle important en raison de la blessure du pivot titulaire Zed Key. Il saisit cette opportunité en réalisant plusieurs performances solides, dont un panier décisif lors d’une victoire en prolongation contre Loyola Chicago. Son apport défensif et son efficacité au rebond lui permettent de gagner la confiance de son entraîneur et de voir son temps de jeu augmenter au fil de la saison.
Ses performances lui valent d’être nommé à deux reprises recrue de la semaine de l’Atlantic 10 :
- Fin janvier 2025, après des matchs solides contre Duquesne (16 points) et Saint Joseph's (14 points)[6].
- Début février 2025, après un double-double de 13 points et 13 rebonds contre Davidson[7].

### Universitaires
| Saison    | Équipe   | Matchs | Titul. | Min./m | % Tir | % 3pts | % LF | Rbds/m. | Pass/m. | Int/m. | Ctr/m. | Pts/m. |
| --------- | -------- | ------ | ------ | ------ | ----- | ------ | ---- | ------- | ------- | ------ | ------ | ------ |
| 2024-2025 | Dayton   | 27     | 11     | 16.3   | 50.7  | 30.0   | 65.0 | 4.6     | 1.0     | 0.5    | 1.0    | 7.0    |
| Carrière  | Carrière | 27     | 11     | 16.3   | 50.7  | 30.0   | 65.0 | 4.6     | 1.0     | 0.5    | 1.0    | 7.0    |

## Palmarès

### Universitaire
- Atlantic 10 Rookie of the Week (janvier 2025, février 2025)
- Championnat de France Espoirs (2023) avec Cholet Basket
- Trophée du Futur (2023) avec Cholet Basket

### Lycée
- MVP du Championnat de France Espoirs (2023)
- Finaliste du Trophée du Futur (2022)
- Sélectionné en équipe de France U18 (2023)